# Новобритански јастреб
Новобритански јастреб (лат. Accipiter princeps) је врста птице грабљивице из породице јастребова. Ендемит је Папуе Нове Гвинеје. Његово природно станиште су суптропске и тропске влажне низијске и планинске шуме.
Губитак станишта је највећа претња опстанку врсте.
На Црвеној листи Међународне Уније за заштиту природе из 2004. наведен је као скоро угрожена врста. Након што је извршена нова процена бројности врсте (2008), потврђене су раније сумње да је ређи него што се мислило, па је промењена процена угрожености и на Црвеној листи из 2008. је наведен као рањива врста.